# Wellington Koo
Vi Kyuin Wellington Koo (født 29. januar 1887, død 14. november 1985) var en kinesisk diplomat og deltager i Paris-fredskonferencen 1919 og Washington-konferencen 1921-23.
Han var født i Shanghai og tog i 1904 til USA, hvor han studerede vestlig kultur for at kunne hjælpe Kina med imperialismens problemer. Han talte flydende engelsk og blev interesseret i Kinas plads i det internationale samfund.
Koo gik på Saint John's Universitet i Shanghai og Columbia University i New York, hvor han var medlem af litteratur- og debatklubben, Philolexian Society. I 1912 modtog Koo sin Ph.D. i international ret og diplomati fra Columbia University. Straks herefter vendte han tilbage til Kina for at tjene den nye Republikken Kina som præsidentens engelsksekretær. I 1915 blev Koo kinesisk minister med ansvar for forbindelserne til USA.
I 1919 var han en af de kinesiske delegerede i Paris-fredskonferencen, og det er herfra, hans berømmelse primært stammer. Over for de vestlige magter og Japan forlangte han, at Japan skulle give Shandong tilbage til Kina. Han forlangte også af de vestlige lande, at de skulle stoppe alle imperialistiske institutioner såsom blandt andet tarifkontrol og forpagtninger. De vestlige magter afslog hans krav, og derfor blev den kinesiske delegation den eneste ved fredskonferencen, der ikke underskrev Versailles-freden.
Koo var endvidere involveret i dannelsen af Folkeforbundet som Kinas første repræsentant i det nyligt dannede forbund. Han fungerede som præsident i Kina i 1926-27 i en periode med kaos i Beijing. Senere var han udenrigsminister under Chang Tso-lin, og som repræsentant for Kina i Folkeforbundet protesterede han over Japans invasion af Manchuriet. I 1936-40 fungerede han som ambassadør i Frankrig, indtil denne nation blev besat af tyskerne. Derpå blev han kinesisk ambassadør i Storbritannien til 1946. I 1945 var Koo på kinesiske vegne en af FN's grundlæggere, og senere blev han ambassadør i USA, hvor han forsøgte at opretholde alliancen mellem Republikken Kina og USA, mens Kuomintang mistede terræn til Kinas kommunistiske parti og til sidst måtte trække sig tilbage til Taiwan.
Koo trak sig tilbage fra diplomatiet i 1956 efter 44 års tjeneste og to verdenskrige. Han var Kinas mest erfarne og respekterede diplomat. I 1956 blev Koo dommer ved Den internationale Domstol i Haag, og han var domstolens vicepræsident i de sidste tre år af sin siddende periode. I 1967 lod han sig pensionere og flyttede til New York City, hvor han tilbragte resten af sine dage med familie og venner til sin død som 98-årig i 1985.

## Privatliv
Koos første kone var Pao-yu Tang, som var yngste datter af den tidligere kinesiske premierminister Tang Shaoyi. Med hende fik han to sønner, Wellington Koo Jr. (født 1921) og Freeman Koo (født 1923).
Han giftede sig igen, denne gang med Hui-Lan "Juliana" Oei, som var datter af den javanesisk-kinesiske sukkermagnat Oei Tiong-ham. Med hende fik han sønnen Teh-chang Koo og datteren Patricia Koo samt tre stedbørn. Han blev separeret fra sin anden kone i 1950'erne, hvor han begyndte at bo sammen med en anden kvinde, som han offentligt omtalte som sin kone. Han blev dog aldrig skilt fra Juliana Koo.